# 2016. évi nyári paralimpiai játékok
A 2016. évi nyári paralimpiai játékok, a tizenötödik alkalommal megrendezendő paralimpiai játékok 2016. szeptember 7. és 18. között zajlottak a brazíliai Rio de Janeiróban, az olimpiai játékokat követően. Ezzel Rio lett az első latin-, illetve dél-amerikai ország, amely megrendezheti a játékokat. Külön említésre méltó, hogy a játékok megrendezésekor Rióban valójában már tél volt.

## Kiválasztás
Egy 2001-ben kötött megállapodás értelmében az a város rendezi a paralimpiai játékokat, amely az olimpiai játékoknak is otthont ad. 2009. október 2-án Koppenhágában egy négykörös szavazás keretében választották meg a brazil fővárost. Versenyben volt még Chicago, Tokió és Madrid.
| 2016. évi nyári olimpiai játékok helyszíneinek kiválasztása |               |            |            |            |
| Város                                                       | Ország        | 1. forduló | 2. forduló | 3. forduló |
| Rio de Janeiro                                              | Brazília      | 26         | 46         | 66         |
| Madrid                                                      | Spanyolország | 28         | 29         | 32         |
| Tokió                                                       | Japán         | 22         | 20         | —          |
| Chicago                                                     | USA           | 18         | —          | —          |

## Helyszínek

A játékok helyszínei

A játékok a sportágaktól függően különböző helyszíneken kerülnek megrendezésre. Ezek Rio de Janeiro négy kerületében találhatóak: Deodoro, Maracana, Copacabana, Barra. Többek között az utóbbi ad otthont az olimpiai falunak, míg Maracana a nyitó- és záróceremóniának.
| 2016. évi paralimpiai játékok helyszínei |            |                                          |
| Helyszín                                 | Kerület    | Sportág                                  |
| Olimpiai Akvarisztikai Stadion           | Barra      | Úszás                                    |
| Olimpiai Jégkorong Stadion               | Barra      | 10 és 14 fős futball                     |
| Olimpiai Tenisz Stadion                  | Barra      | Kerekesszékes tenisz                     |
| Olimpiai Felkészítő Központ              | Barra      | Goalball, judo, kerekesszékes kosárlabda |
| Riocentro                                | Barra      | Boccia, erőemelés, asztalitenisz         |
| Riói Olimpiai Aréna                      | Barra      | Kerekesszékes rugby                      |
| Nemzeti Lövészeti Központ                | Deodoro    | Lövészet                                 |
| Vívóarena                                | Deodoro    | Kerekesszékes vívás                      |
| Nemzeti Lovagló Központ                  | Deodoro    | Lovaglás                                 |
| Maracanã Stadion                         | Maracanã   | Nyitó- és záróceremónia                  |
| João Havelange Olimpiai Stadion          | Maracanã   | Atlétika                                 |
| Maracanazinho                            | Maracanã   | Ülőröplabda                              |
| Sambadrome Marquês de Sapucaí            | Maracanã   | Íjászat                                  |
| Copacabana Beach                         | Copacabana | Triatlon                                 |
| Flamengo Park                            | Copacabana | Kerékpár, futás                          |
| Glória-csatorna (Marina da Glória)       | Copacabana | Vitorlázás                               |
| Lagoa Rodrigo de Freitas                 | Copacabana | Kenu, evezés                             |

## Sportágak
22 sportág lett eddig meghirdetve a játékokra, amelyek között szerepel 2 új is: a kenu és a triatlon.
- Íjászat
- Atlétika
- Bocsa
- Kenu
- Kerékpár
- Lovaglás
- 10 fős futball
- 14 fős futball
- Csörgőlabda
- Judo
- Erőemelés
- Evezés
- Vitorlázás
- Sportlövészet
- Úszás
- Asztalitenisz
- Triatlon
- Ülőröplabda
- Kerekesszékes kosárlabda
- Kerekesszékes vívás
- Kerekesszékes rögbi
- Kerekesszékes tenisz